# Tour de France 2004/4. Etappe
Die vierte Etappe der Tour de France 2004 bildete ein 64,5 Kilometer langes Mannschaftszeitfahren von Cambrai nach Arras. Die 21 Mannschaften gingen ab 14:15 Uhr in einem 5-Minuten-Abstand in umgekehrter Reihenfolge der Mannschaftswertung ins Rennen. Auf der Etappe gab es drei Zwischenzeitmesspunkte.
Als erste Mannschaft ging Euskaltel-Euskadi an den Start, die gleich eine gute Zwischenzeit ablegte. Nach einer Stunde folgte das deutsche Team Gerolsteiner, daraufhin T-Mobile, das mit CSC und US-Postal als Favorit für dieses Mannschaftszeitfahren gehandelt wurde.
Wegen des schlechten Wetters kam es zu zahlreichen Stürzen und Defekten, denen unter anderem Tyler Hamilton, Levi Leipheimer, Jens Voigt, Uwe Peschel und die T-Mobile-Fahrer Giuseppe Guerini und Rolf Aldag zum Opfer fielen. Gewinnen konnte das Team US Postal vor Phonak Hearing Systems und Illes Balears.
Die Zeit wurde dann gestoppt, als jeweils der fünfte Fahrer eines Teams die Ziellinie überquerte. Im Gegensatz zu den letzten Mannschaftszeitfahren der Tour de France gab es in diesem eine Regeländerung. Nun konnte eine Mannschaft maximal nur noch 3 Minuten auf die Siegermannschaft verlieren.
Hier die maximalen Abstände:
| Platzierung | max. Abstand in Minuten |
| 2.          | 0:20                    |
| 3.          | 0:30                    |
| 4.          | 0:40                    |
| 5.          | 0:50                    |
| 6.          | 1:00                    |
| 7.          | 1:10                    |
| 8.          | 1:20                    |
| 9.          | 1:30                    |
| 10.         | 1:40                    |
| 11.         | 1:50                    |
| 12.         | 2:00                    |
| 13.         | 2:10                    |
| 14.         | 2:20                    |
| 15.         | 2:30                    |
| 16.         | 2:35                    |
| 17.         | 2:40                    |
| 18.         | 2:45                    |
| 19.         | 2:50                    |
| 20.         | 2:55                    |
| 21.         | 3:00                    |

Der Mannschaft – und somit auch jedem Fahrer in der Einzelwertung, der mit seiner Mannschaft ins Ziel kam – wurde entweder die reelle Zeit angerechnet, überstieg die reelle Zeit die maximale Zeit, wurde nur die maximale Zeit angerechnet. Fahrern, die nicht gleichzeitig mit ihrer Mannschaft ins Ziel kamen, wurde ihre tatsächlich gefahrene Zeit angerechnet.

## Zwischenzeit 1
Die ersten fünf Mannschaften bei der ersten Zwischenzeit (Kilometer 19)
| Platzierung | Mannschaft      | Zeit (min) |
| 1.          | Illes Balears   | 21:22      |
| 2.          | Alessio-Bianchi | +00:15     |
| 3.          | Phonak          | +00:30     |
| 4.          | Liberty Seguros | +00:31     |
| 5.          | US Postal       | +00:37     |

## Zwischenzeit 2
Die ersten fünf Mannschaften bei der zweiten Zwischenzeit (Kilometer 42).
| Platzierung | Mannschaft       | Zeit (min) |
| 1.          | US Postal        | 46:30      |
| 2.          | Illes Balears    | +00:28     |
| 3.          | T-Mobile         | +00:39     |
| 4.          | Phonak           | +00:50     |
| 5.          | Liberty Serguros | +00:59     |

## Zwischenzeit 3
Die ersten fünf Mannschaften bei der dritten Zwischenzeit (Kilometer 57).
| Platzierung | Mannschaft    | Zeit    |
| 1.          | US Postal     | 1:03:27 |
| 2.          | Illes Balears | +1:08   |
| 3.          | Phonak        | +1:15   |
| 4.          | T-Mobile      | +1:23   |
| 5.          | Rabobank      | +1:48   |

## Endergebnis (Reelle Zeiten)
| Platzierung | Mannschaft    | Zeit (min) |
| 1.          | US-Postal     | 1:12:03    |
| 2.          | Phonak        | +1:07      |
| 3.          | Illes Balears | +1:15      |
| 4.          | T-Mobile      | +1:19      |
| 5.          | CSC           | +1:46      |